# Gotthard Schubert
Gotthard Schubert (* 1. August 1913 in Hönigern, Schlesien; † 3. April 1985 in Wiesbaden) war ein deutscher SS-Hauptsturmführer, Leiter der Außenstelle Sicherheitspolizei und SD in Zamość und verurteilter Kriegsverbrecher.

## Leben
Schubert war Sohn eines Gutsverwalters. Im Mai 1933 trat er der NSDAP bei. Im April 1936 war er beim Katasteramt in Ratibor tätig. Seit Januar 1939 war er Mitglied der SS. Im März 1939 wurde er Abteilungsleiter der Stapostelle Troppau in Sudetenland. Im selben Jahr gehörte er dem Einsatzkommando 3 der Einsatzgruppe 1 an. Ende Dezember 1939 wurde er zur Abteilung IV (Gestapo) beim Kommandeur der Sicherheitspolizei und des SD (KdS) Lublin versetzt. Im Juni 1941 wurde er Leiter der Außenstelle Sicherheitspolizei und SD Zamość des KdS Lublin. Schubert nahm an der Aktion Erntefest teil, bei der 14.000 Juden im KZ Majdanek und Arbeitslager Poniatowa erschossen wurden.
Nach dem Krieg im Mai 1945 geriet Schubert in sowjetische Gefangenschaft. Am 15. Mai 1950 wurde er wegen seiner Tätigkeit in der Gestapo zu 25 Jahren Zwangsarbeit verurteilt. 1955 kam er aus der sowjetischen Haft frei. Ab 1. Januar 1957 diente er im Hessischen Polizeidienst. Im Jahre 1960 wurde er als Kriminalkommissar Leiter des Referats Meldewesen beim Landeskriminalamt in Wiesbaden. Danach befand er sich bis 17. August 1961 in Untersuchungshaft. Anschließend arbeitete er zunächst im Lebensmittelgeschäft seines Schwagers, danach im Tabakwarenladen seiner Frau in Wiesbaden. Das Landgericht Wiesbaden verurteilte ihn am 1. März 1973 wegen Beihilfe zum Mord an über 28.000 Menschen zu 6 Jahren Haft.